# Andraos Salama
Andraos Salama (ur. 29 października 1931 w Kairze, zm. 6 grudnia 2005) – egipski duchowny katolicki obrządku koptyjskiego, eparcha Gizy w latach 2003-2005.

## Życiorys
Święcenia kapłańskie przyjął 22 grudnia 1956 i został inkardynowany do eparchii aleksandryjskiej. Przez kilkanaście lat pracował jako wykładowca w seminarium w Maadi, przez dwa lata był także jego rektorem. Był także krajowym dyrektorem Papieskich Dzieł Misyjnych, zaś w 1984 został wikariuszem generalnym eparchii. 
1 listopada 1988 został mianowany biskupem pomocniczym eparchii aleksandryjskiej ze stolicą tytularną Barca. Sakry biskupiej udzielił mu 5 lutego 1989 ówczesny patriarcha Aleksandrii, Stefan II Ghattas.
21 marca 2003 otrzymał nominację na biskupa Gizy.
Zmarł 6 grudnia 2005.